# بحيرة كاناس
تقع بحيرة كاناس في وادي في جبال ألتاي بالقرب من منطقة سنجان ذاتية الحكم. كلمة «كاناس» هي تعني بالمنغولية «بحيرة في الوادي». وهذه المنطقة تشتهر بالمناظر الطبيعية الساحرة.
تاتي مياه بحيرة كاناس من تساقط الأمطار وذوبان الجليد، ويشبه شكل البحيرة هلالا، ويرتفع سطح البحيرة عن سطح البحر ب 1374 متراً، ويبلغ عمق المياه 180 متراً، وتحاط البحيرة بالجبال والمروج والغابات العذراء الكثيفة.

## معرض االصور

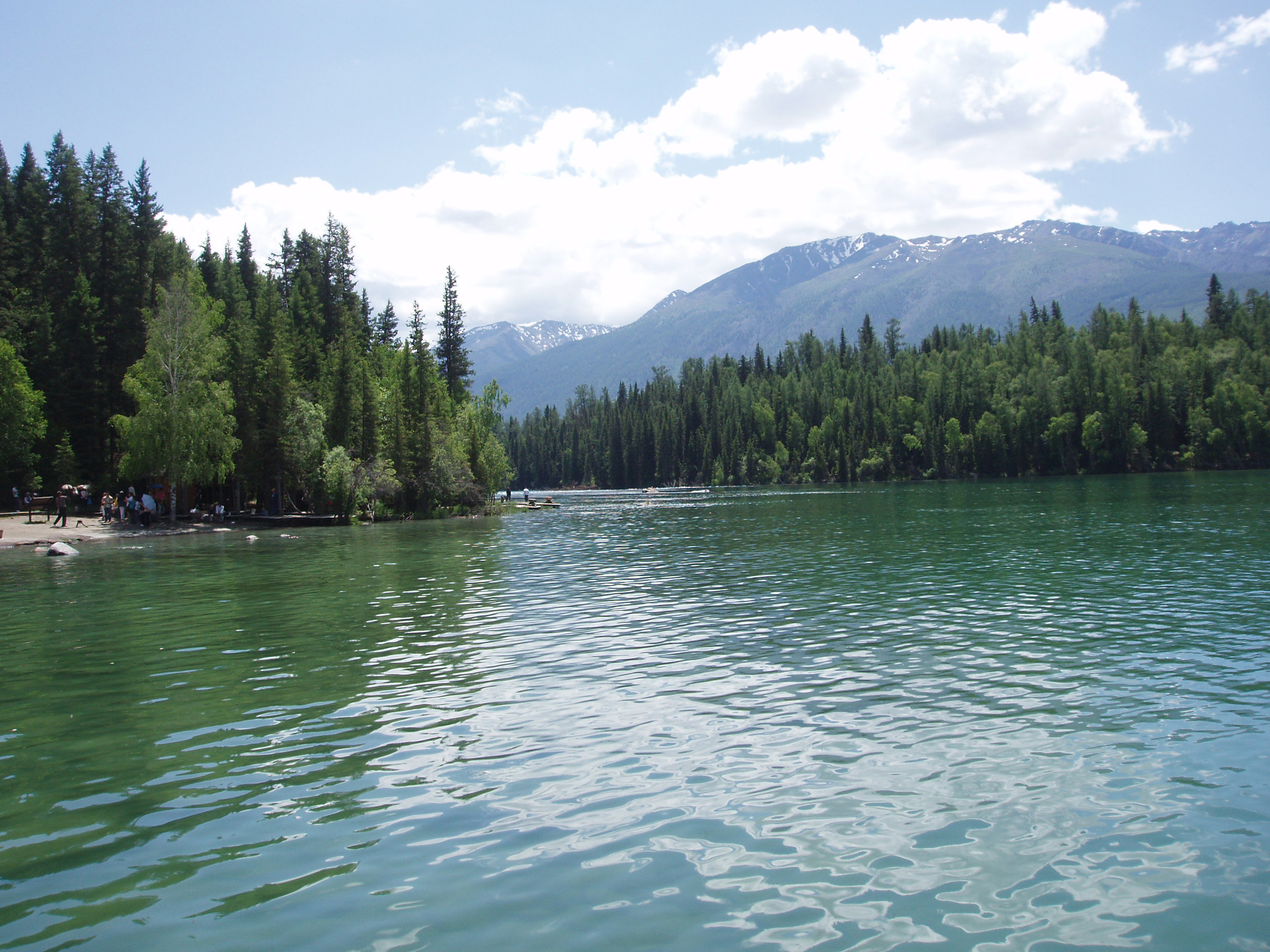
Kanas view
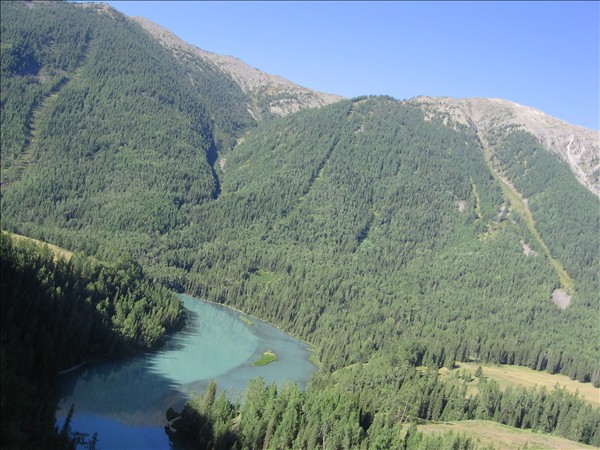
بحيرة كاناس بجانب الجبل الجليدي
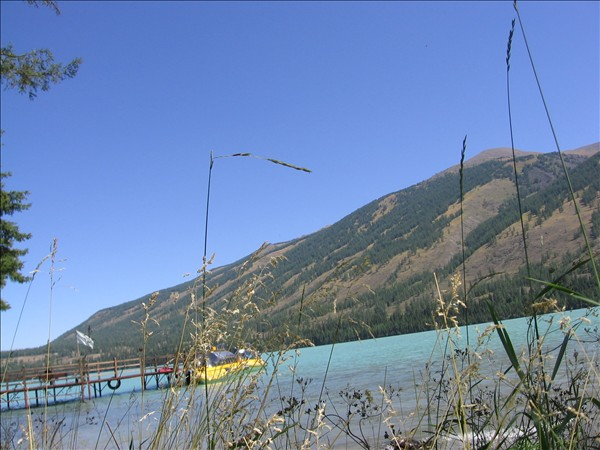
البحيرة
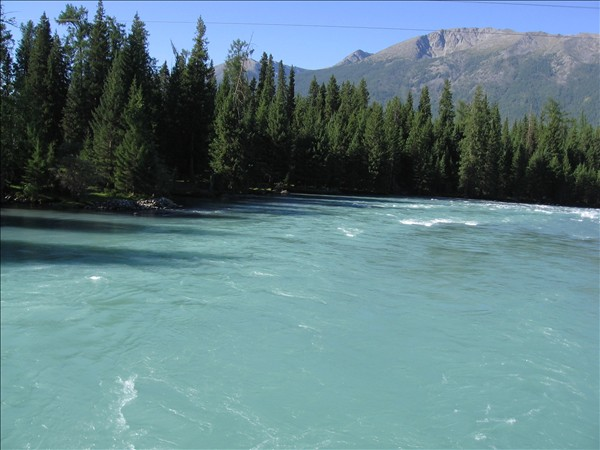
نهر كاناس ، جزء من نهر إرتيش إلى المحيط المتجمد الشمالي ، منظر من قارب التجديف
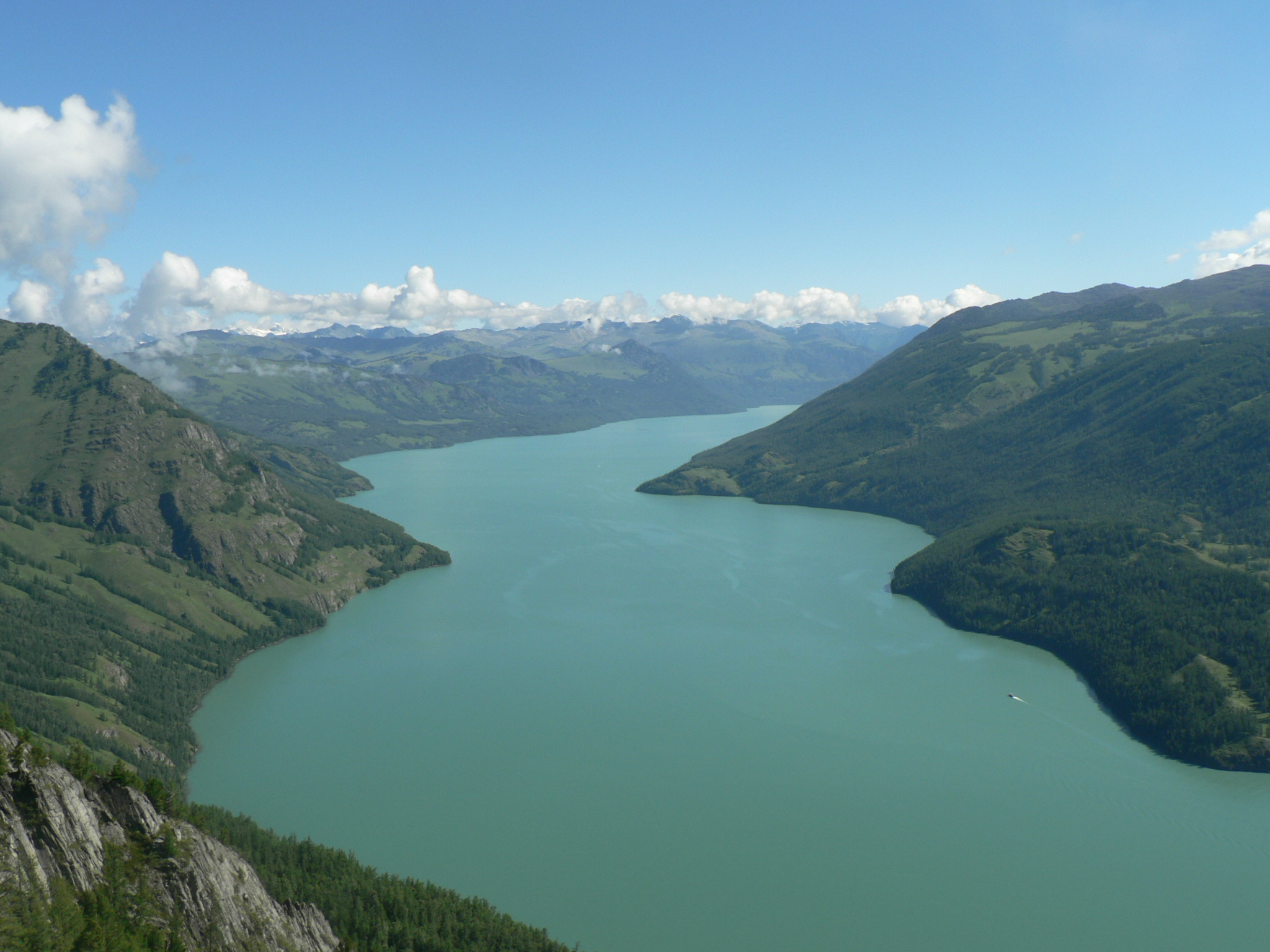